# Магарешко ушенце
Магарешкото ушенце, наричано също жълта отидеа (Otidea onotica), е вид ядлива торбеста гъба от семейство Pyronemataceae.

## Описание
Плодното тяло достига височина 6 cm и широчина 4 cm, като формата му наподобява магарешко ухо. Периферията му е завита навътре. Вътрешната повърхност е гладка, на цвят жълто-охрена, с розови оттенъци или бледопортокалова. Външната страна е фино напрашена, жълта до жълто-охрена. Основата на гъбата е зарита в почвата, къса, и белезникаво обагрена. Месото е крехко и чупливо, на цвят белезникаво до кремаво и има приятен вкус без характерен мирис.

## Местообитание
Среща се сравнително рядко през август – ноември, като расте обикновено на групи, понякога поединично, в широколистни, смесени и иглолистни гори.